# The Old Water Jar
The Old Water Jar è un cortometraggio muto del 1911. Il nome del regista non viene riportato nei credit del film di cui non si conoscono gli interpreti.

## Trama
Pau Puck, un vecchio indiano, guardando i dipinti che ha lasciato su un vecchio vaso, vede scorrere la sua vita, costellata però di episodi non sempre gratificanti. Come quando ingannò una fanciulla indiana o quando tolse lo scalpo a un soldato impotente. La cosa che lo angustia di più, però, è l'uccisione di un bambino durante l'attacco a una fattoria di coloni. Pentito, Pau Puck, chiede perdono al Grande Spirito. Lo coglie un'improvvisa ispirazione e si mette a dipingere l'ultimo pannello del vaso che raffigura il sacro custode dell'anima. Quando finisce il suo lavoro, lo guarda ammirato e, purificato nello spirito, cade morto tra le braccia del fratello, mentre il Grande Spirito lo accoglie nei territori di caccia celesti.

## Produzione
Il film fu prodotto dalla Vitagraph Company of America.

## Distribuzione
Distribuito dalla General Film Company, il film - un cortometraggio in una bobina - uscì nelle sale cinematografiche USA il 7 gennaio 1911.